# Міжнародна стандартна біблійна енциклопедія
Міжнародна стандартна біблійна енциклопедія (International Standard Bible Encyclopedia) — біблійна енциклопедія у публічному використанні. Видана Wm. B. Eerdmans Publishing Co у 1915 році.
Містить статті близько 200 вчених про археологічні відкриття, мову і літературу біблійних земель, звичаїв, сімейного життя, занять, історичного і релігійного середовища людей біблії.